# Tuner
Un tuner, syntoniseur, ou syntonisateur au Canada francophone, est un appareil électronique permettant de recevoir un signal électromagnétique émis sur une bande de fréquences, conserver la partie du signal émise sur une fréquence particulière et rejeter les parties du signal émises sur les autres fréquences.
Un système comportant un syntoniseur, une section amplification et un ou plusieurs haut-parleurs est appelé « radio » ou « récepteur radio ».

## Utilisation

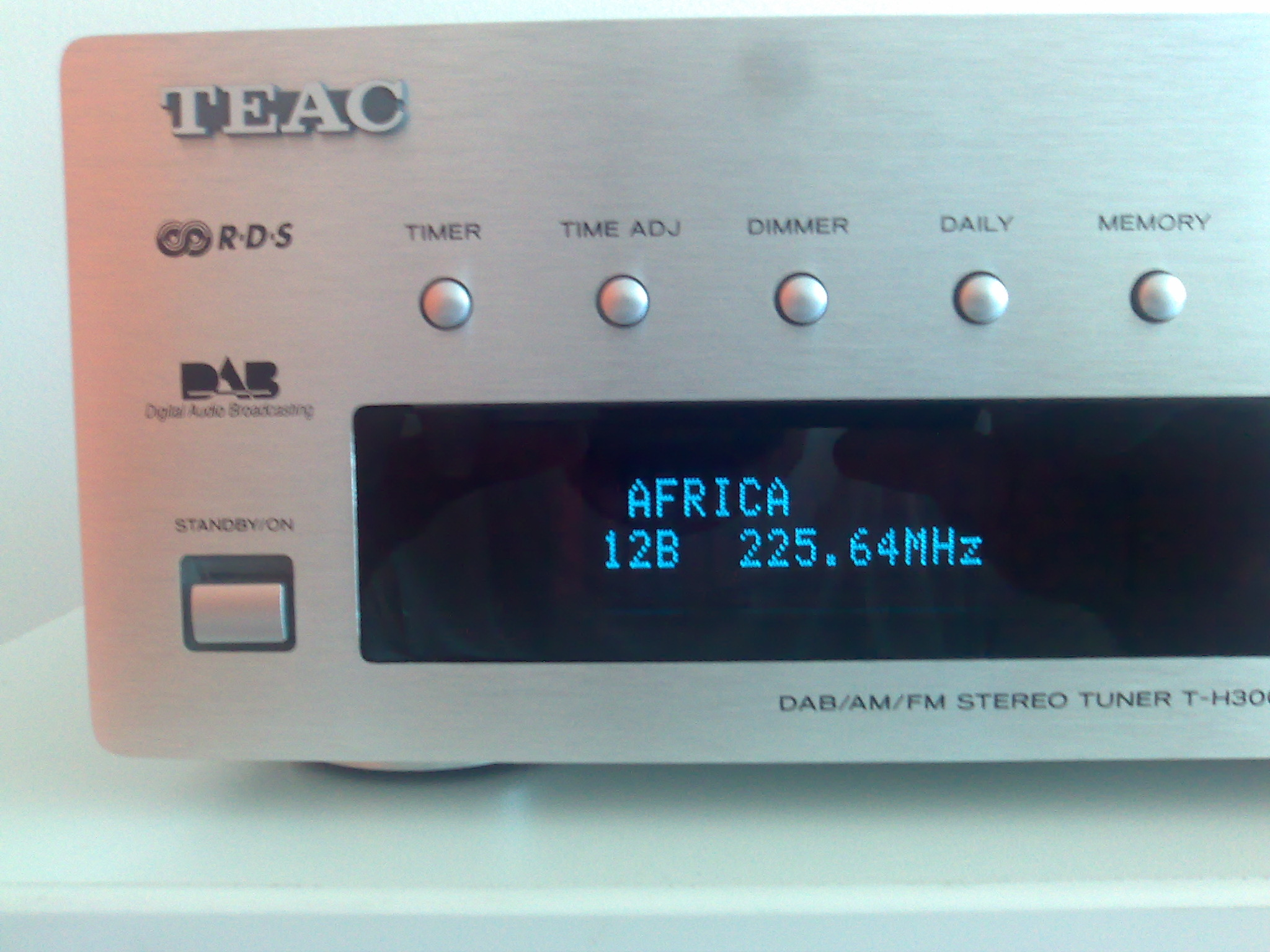
Tuner stéréo AM/FM RDS DAB de marque TEAC.

Le tuner ne fait que la syntonisation du signal. Il est par exemple le premier maillon (la source) d'une chaîne haute-fidélité.
Des tuners sont présents dans de nombreux appareils audiovisuels tels que les téléviseurs. On les retrouve aussi dans des ordinateurs (intégrés ou en tant que périphériques) pour permettre l'écoute de la radio directement depuis l'ordinateur.
Les tuners modernes offrent la plupart du temps la possibilité de mémoriser, sous forme de présélections (jusqu'à plusieurs dizaines), les réglages d'un certain nombre de canaux.
Il existe des tuners :
- analogiques, pour syntoniser des signaux émis de façon analogique ;
- numériques, pour syntoniser des signaux émis de façon numérique ;
- hybrides, incluant les deux types de tuners précédents.

La réception en mouvement demande un double tuner.
Parfois on précise la gamme d'ondes radio captées par le tuner :
- syntoniseur TV (40 à 860 MHz) ;
- syntoniseur TNT (170 à 860 MHz) ;
- syntoniseur satellite (950 à 2 150 MHz) ;
- syntoniseur AM (526,5 - 1 606,5 kHz en OM (moyennes fréquences) et 148,5 - 283,5 kHz en OL (basses fréquences) en Europe et en Afrique) ;
- syntoniseur MF (ou FM) (87,5 - 108 MHz) ;
- etc.